# Friedl Volgger
Friedl Volgger (Ridanna, 4 settembre 1914 – Bolzano, 15 maggio 1997) è stato un politico, giornalista e scrittore italiano sudtirolese di lingua tedesca, direttore del quotidiano Dolomiten.

## Biografia
Fu, assieme a Michael Gamper, Erich Amonn e Josef Mayr-Nusser, uno dei maggiormente noti rappresentanti dei Dableiber al momento delle Opzioni in Alto Adige, ovvero coloro che non vollero optare per la cittadinanza germanica. Nel marzo del 1944 fu internato dai nazisti nel campo di concentramento di Dachau.
Fu anche uno dei fondatori della Südtiroler Volkspartei e fu al fianco del ministro degli esteri austriaco Karl Gruber durante la stipula dell'accordo di Parigi nel settembre 1946 (Accordo De Gasperi-Gruber). Dato che anche lui era stato internato a Dachau e lì aveva salvato diversi sloveni, riuscì a far rimpatriare diversi prigionieri altoatesini tenuti prigionieri in Jugoslavia.
Fu eletto deputato al parlamento nel 1948 ed in seguito consigliere regionale del Trentino-Alto Adige (durante la IV e V legislatura). Nel 1968 divenne senatore fino al 1972. Nella sua vita ricoprì anche il ruolo di scrittore e quello di giornalista.
Nel 1978 assieme a Giancarlo Bertagnolli ed altri, fonda l'associazione "La Strada - Der Weg", che si occupa di assistere persone in situazione di disagio e di animazione giovanile.
Nel 1984, la Repubblica austriaca gli ha riconosciuto un'importante onorificenza, conferitagli dall'allora presidente Rudolf Kirchschläger.

## Pubblicazioni
- (DE)  Mit Südtirol am Scheideweg: Erlebte Geschichte, Haymon ed., 1984
- Sudtirolo al bivio. Ricordi di storia vissuta, Praxis 3 ed., 1985
- (DE)  Mit Südtirol am Scheideweg: Erinnerungen des KZ-Häftlings, Journalisten und Politikers, Edition Raetia, Bolzano, 2014, ISBN 978-88-7283-501-2 (edizione riveduta e notevolmente ampliata)